# Terratrèmol de Caucete
El terratrèmol de Caucete es va registrar a la província de San Juan de l'Argentina, el 23 de novembre de 1977, a les 06.23 UTC−03:00.
El seu epicentre va estar en 31° 02′ 23″ S, 67° 45′ 36″ O / 31.03972°S,67.76000°O, el seu hipocentre a una profunditat de 17 km. Es va sentir amb una intensitat de grau IX (Violent) en l'Escala de Mercalli, i va registrar una Magnitud Moment (Mw) de 7.4.

## Terratrèmol
El terratrèmol va consistir en dos sub-esdeveniments, separats per uns 20 segons, tractats per alguns sismòlegs com a sisme premonitori i sisme principal. El mecanisme focal observat era una falla, en una estructura de tendència nord-sud. Des del terratrèmol principal no era possible decidir si la falla responsable està submergida a l'oest o a l'est. L'anàlisi de la seqüència de rèplica suggereix que dues falles separades es van moure durant el terratrèmol, l'esdeveniment anterior en un segment al nord i el posterior al sud.
No es va produir cap ruptura de superfície relacionada amb el terratrèmol i és un exemple d'un terratrèmol de ceguesa en falles d'encavalcament subjacents a Pie de Palo.
El terratrèmol va causar 65 víctimes mortals (encara que autoritats locals estimen actualment que va haver-hi unes 125 víctimes), va destruir cases i edificis en tota la regió, amb èmfasi a la ciutat de Caucete. Els danys més importants es van produir en les construccions de tova. Igual que en els sismes anteriors, es van produir fenòmens de liqüefacció del sòl, a l'est de la vall del Tulum i vall del riu Bermejo. Es van originar cràters i volcans de sorra, vessades laterals i violentes sortides d'aigua de fins a tres metres d'altura. La xarxa viària va ser enormement afectada, igual que la xarxa de reg i drenatge i la infraestructura ferroviària. Per la liqüefacció es van produir nombrosos danys en les línies de transmissió d'energia, xarxes de distribució d'aigua potable, perforacions per a reg. També va haver-hi danys en nombroses obres civils encara no inaugurades, com barris i escoles. El terratrèmol de 1977 s'associa al sistema de falles Ampacama-Niquizanga, durant el qual es va produir ruptura superficial i un desplaçament vertical mitjana de 30 cm, segons un reaixecament geodèsic efectuat el 1982. També va ocasionar danys al nord de l'Àrea Metropolitana del Gran Mendoza. En edificis alts, a més de 1000 km de distància, es van sentir els seus efectes.

## Situació tectònica
La província de San Juan es troba en una zona on la placa sud-americana es veu afectada per la subducció de lloses planes de la subjacent placa de Nazca, l'anomenada llosa plana pampeana. L'angle molt poc profund porta a un grau d'acoblament molt més gran entre les plaques de subducció i superposició. L'augment d'acoblament condueix a l'escurçament de l'escorça de la placa sud-americana, provocant una tectònica de contracció activa i una elevació ràpida, formant les Sierras Pampeanas. El Pie de Palo és una de les estructures actives, i s'interpreta que està controlada importants encavalcaments. L'estructura general s'ha interpretat com a tectònica de pell fina i de pell gruixuda.